# DN58
De DN58 (Drum Național 58 of Nationale weg 58) is een weg in Roemenië. Hij loopt van Anina via Reșița naar Caransebeș. De weg is 83 kilometer lang.